# Ед Беглі
Ед Беґлі (англ. Ed Begley; 25 березня 1901 — 28 квітня 1970) — американський актор, лауреат премії «Оскар».

## Біографія
Ед Беґлі народився в Гартфорді, штат Коннектикут. Батьки ірландські іммігранти — Ганна (до шлюбу Кліффорд) та Майкл Джозеф Беґлі. Акторську кар'єру почав в юності з виступів у радіопостановках. У 1906 році, у віці п'яти років, дебютував на Бродвеї. У наступні три десятиліття Ед добився великого успіху, як на радіо, так і на театральній сцені. У кінці 1940-х відбувся його кінодебют, після чого він став регулярно з'являтися на великому екрані, а також зніматися на телебаченні. У 1956 році актор став володарем премії «Тоні» за роль у бродвейській п'єсі «Пожнеш бурю». У 1963 році Ед Беґлі удостоївся премії «Оскар» за роль Тома Фінлі в екранізації п'єси Теннессі Вільямса «Солодкоголосий птах юності». Крім цього у нього були успішні ролі у фільмах «12 розгніваних чоловіків» (1957) і «Непотоплювана Моллі Браун» (1964).

## Особисте життя
Беґлі тричі був одружений. Його син від першого шлюбу, Ед Беглі молодший, також став актором.
Ед Беґлі помер від серцевого нападу 28 квітня 1970 року в Голлівуді.

## Фільмографія
- 1949 — Великий Гетсбі / The Great Gatsby
- 1957 — 12 розгніваних чоловіків / 12 Angry Men